# Miroslav Koděra
Miroslav Válek (ur. 22 stycznia 1926 w Kamhajeku, zm. 20 marca 1993 w Bratysławie) – słowacki geolog i mineralog.

## Życiorys
Swoją karierę akademicką związał z Uniwersytetem Komeńskiego w Bratysławie, gdzie był zatrudniony w okresie od 1951 do 1993. W latach 1958–1960 był prodziekanem wydziału, a w latach 1974–1981 kierował Katedrą Mineralogii i Krystalografii. W 1977 r. został mianowany profesorem.

## Publikacje (wybór)
- Mineralogie Československa (współautorstwo, 1981)
- Topografická mineralógia Slovenska (skompilował, 3 tomy, 1986–1990)